# Skrbeň
Skrbeň är en ort i Tjeckien.   Den ligger i regionen Olomouc, i den östra delen av landet, 200 km öster om huvudstaden Prag. Skrbeň ligger 224 meter över havet och antalet invånare är 1 081.
Terrängen runt Skrbeň är platt.Runt Skrbeň är det tätbefolkat, med 947 invånare per kvadratkilometer. Närmaste större samhälle är Olomouc, 7,4 km sydost om Skrbeň. Trakten runt Skrbeň består till största delen av jordbruksmark.